# Бялоуси
Бялоуси (пол. Białousy) — село в Польщі, у гміні Янув Сокульського повіту Підляського воєводства.
Населення — 249 осіб (2011).

## Демографія
Демографічна структура станом на 31 березня 2011 року:
|          | Загалом | Допрацездатний вік | Працездатний вік | Постпрацездатний вік |
| -------- | ------- | ------------------ | ---------------- | -------------------- |
| Чоловіки | 120     | 23                 | 84               | 13                   |
| Жінки    | 129     | 24                 | 70               | 35                   |
| Разом    | 249     | 47                 | 154              | 48                   |